# 이시하라 사토미
이시하라 사토미(일본어: 石原 さとみ いしはら さとみ[*], 1986년 12월 24일 ~ )는 일본의 여배우이다. 결혼 전 본명은 이시가미 쿠니코(石神 国子)로, 결혼 후의 성씨는 비공개이다. 도쿄도 출신. 호리프로 소속. 신장은 157cm, 혈액형은 A형이다.

## 약력
2002년 제27회 호리프로 탤런트 스카우트 캐러밴 〈퓨어걸 2002〉 그랑프리 수상을 기점으로 본격적으로 배우 활동을 시작했다. 이 오디션에 참가하기 이전에도 현재의 소속 기획사인 호리프로 자회사의 배우 양성소 호리프로 임프루브먼트 아카데미에 5기생으로 소속되어 있었으며, 본명인 이시가미 구니코(일본어: 石神 国子)라는 이름으로 영화 《호기랄라》와《배에서 내리면 그녀의 섬》에 출연한 연예 활동 경험이 있다. (공식적으로는 “이시하라 사토미 명의”로 첫 출연한 영화 《나의 할아버지》를 데뷔 작품으로 말하고 있다.)
2003년 《너는 펫》(TBS 계열)의 시부사와 루미 역으로 연속 드라마 첫 출연. 같은 해 NHK의 연속 TV 소설 《테루 테루 가족》의 히로인·이와타 후 유코 역에 발탁되었다. 이후 《워터보이즈 2》(후지 TV 계열) 등 다수의 드라마, 영화에 출연하며 인지도를 높여갔다.
2005년 NHK 대하드라마 《요시츠네》에 히로인 시즈카고젠 역으로 출연.
2006년 《너스 아오이》(후지 TV 계열)에서 민방 연속 드라마 첫 주연. 같은 해 가을에는 《기적의 사람》의 헬렌 켈러 역으로 무대에 첫 도전했다.
2008년 츠카 코헤이(김봉웅) 작·연출의 무대 《에도막부 말기 순정전》의 오키타 소지 역으로 두 번째 무대 출연.
2009년 《보이스~생명 없는 자의 목소리》(후지 TV 계열)에서 게츠쿠 첫 출연, 히로인 쿠보아키 카나코 역을 연기. 그해 가을, 이노우에 히사시의 신작 무대 《조곡학살》에 히로인 다구치 타키코 역으로 출연.
2010년 스페셜 드라마 《언덕 위의 구름》(NHK 계열)에 아키야마 토시코 (아키야마 사네유키의 아내) 역으로 출연.
매년 3월 4일 〈잡지의 날〉을 기념으로 잡지의 표지를 장식한 횟수가 많았던 여성을 선택하는 「표지 대상」에서 2014년 (총 36잡지) 2015년 (약 26잡지)의 2년 연속 종합 대상에 선정되었다.
2015년 《5→9~나를 사랑한 스님~》(후지 TV 계열)에서 게츠쿠 첫 주연.
2021년 2월 4일 신종 코로나 바이러스 감염을 공표. 동년 5월 7일 나가사키현 평화공원에서 진행된 2020년 도쿄 올림픽 성화봉송 행사에서 주자의 역할을 맡았다.

## 개인사
2020년 10월 1일, 동세대의 일반인 남성과 함께 연내에 결혼할 예정임을 소속사를 통해 발표했다. 이시하라는 결혼 발표문에서 “그와 함께라면 다양한 것을 공유하면서 어떤 어려움도 극복 해 나갈 수 있다고 확신했습니다”라고 말하면서 주연 드라마 《언성・신데렐라 병원 약사의 처방전》(후지 TV 계열)이 전 월말에 종료 작업은 일단락 된 것으로, 결혼 발표의 단계가 되었다. 이 결혼은 이 시점에서 30세 전후 여성 미혼의 청순파 여배우의 결혼이라는 것으로, 팬들 사이에서는 인터넷에서 〈사토미 로스〉로 화제를 모으며 세간에 큰 충격을 주었다. 또한 결혼 후에도 연예계는 은퇴하지 않고 연예 활동은 계속해 나갈 의향으로 하고 있지만, 다음해인 2021년 중임을 거절했다는 정보도 있기 때문에 결혼 후에는 당분간 부업에 전념하기 위해 예능 활동을 사실상 중단하는 것으로 보인다.(한편, 2020년 5월에 개인 사무소를 설립한 것으로 보도 되고 있다)
2022년 1월 10일, 첫 아이를 임신하고 있음을 소속사를 통해 발표했다. 출산은 같은 해 봄쯤을 예정하고 있으며, 그 후의 연예 활동에 대해서는 “계속, 아기 일을 첫 번째로 생각하면서, 좋아하는 일에도 마이 페이스에 격려해 가면”하고 있다. 소속 사무소도 “현재 촬영중인 작품은 없다고 생각합니다”라고 말하고, 여배우 일에 대해서는 당분간 무기한 휴지할 예정이라고 밝혔다.

## 인물·에피소드
- 현재의 예명의 유래는 스스로 원석이라고 하여  붙인 〈原石〉을 뒤집은 〈石原(이시하라)〉에, 총명하고 아름답고 싶다는 소망을 담아 붙인 〈聡美(사토미)〉를 히라가나 표기로 한 것이다.[30]

- 역할의 이름에 의한 것도 포함하여 가수의 경험은 전무하다. 연예 활동으로 부른 것은, NHK 연속 TV 소설 《테루 테루 가족》에서 극 중 〈행복을 파는 사람(幸福を売る男)〉과 〈사랑의 계절(恋の季節)〉을 솔로로 부른 것이 유일하다.[31]

- 이시하라가 《테루테루 가족》에 출연했을 때에 그 활동보고를 위해 공식 웹사이트에 〈사토미의 오사카 일기〉를 개설. 크랭크업 후 이시하라 이후의 활동보고를 위해 일기는 그대로 〈사토미 일기〉로 계속되었다.  2012년 6월 18일에 〈사토미 일기〉는 아메바 블로그로 이전되었고 공식 블로그 〈Satomi Diary〉로 개설 되었으나 현재는 폐쇄 되었다.  또한 인스타그램이나 페이스북, 트위터는 대한 모든 내용을 스푸핑 한다고 발표되고 있다.[32][33]

- 드라마나 영화, 무대 등에서는 가능한 메이크업은 스스로 하고 있다.[34]

- 여배우 마츠모토 마리카와 사이가 좋고, 종종 인스타그램 등에 등장한다.[35]

- 먼거리의 여행을 좋아하고, 일하는 틈틈이 해외로 떠나고 있다.[36]

- 2008년 8월, TV 아사히에서 방영된 히로시마·나가사키 원자폭탄 투하를 다룬 다큐멘터리 《원폭 63년째의 진실》에 출연을 시작으로, 꾸준히 우익 성향을 드러내며 논란이 되고 있다. 2010년과 2011년에는 시바 료타로의 원작 소설을 바탕으로 한 NHK 드라마 《언덕 위의 구름》에 출연한데 이어, 2015년 8월 15일 NHK 스페셜 《전후 70년 일본의 초상 - 전후 70년을 넘어 - 일본인은 무엇을 할 것인가》에, 2016년에는 영화 《진격의 거인》과 종전기념 드라마 《전함무사시》에 출연하면서 밝힌 인터뷰로 우익 논란이 다시 증폭되었다.[37] 이후 2021년 8월, 원폭 관련 인터뷰로 인해 한국 외에도 중국에서까지 논란을 낳으며 다시 한번 큰 실망감을 주었다.[38]

## 출연 작품
역할의 굵은 표시는 주연 작품

### 텔레비전 드라마
| 방송일자                          | 제목                                                       | 역할                                       | 방송사          |
| --------------------------------- | ---------------------------------------------------------- | ------------------------------------------ | --------------- |
| 2003년 3월 25일                   | 창을 열면                                                  | 야마모토 우사기                            | NHK             |
| 2003년 4월 16일 ~ 6월 18일        | 너는 펫                                                    | 시부사와 루미                              | TBS             |
| 2003년 9월 29일 ~ 2004년 3월 27일 | 연속 TV 소설 〈테루 테루 가족〉                            | 이와타 후유코 (내레이션 겸임)              | NHK             |
| 2004년 4월 3일                    | 천국으로의 응원가 치어스~치어리딩에 건 청춘                | 모리타 미키코                              | NTV             |
| 2004년 6월 16일                   | 비밥 하이스쿨                                              | 이즈미 쿄코                                | TBS             |
| 2004년 7월 6일 ~ 9월 21일         | 워터보이즈 2                                               | 야자와 시오리                              | 후지 TV         |
| 2005년 1월 13일 ~ 3월 24일        | H2~너와 있던 날들                                          | 코가 하루카                                | TBS             |
| 2005년 1월 9일 ~ 12월 11일        | 대하드라마 〈요시츠네〉                                    | 시즈카고젠                                 | NHK             |
| 2005년 6월 15일·22일·29일         | 붉은 의혹                                                  | 오오사와 사치코                            | TBS             |
| 2005년 8월 2일                    | 괴담 스페셜 〈인연〉                                       | 유이                                       | 후지 TV         |
| 2005년 8월 17일                   | 비밥 하이스쿨 2                                            | 이즈미 쿄코                                | TBS             |
| 2005년 12월 10일·17일             | 클라이머즈 하이                                            | 모치즈키 아야코                            | NHK             |
| 2006년 1월 10일 ~ 3월 21일        | 너스 아오이                                                | 미소라 아오이                              | 후지 TV         |
| 2006년 9월 26일                   | Ns'아오이 스페셜~사쿠라가와병원 최악의 날                  | 미소라 아오이                              | 후지 TV         |
| 2006년 9월 5일                    | DRAMA COMPLEX 〈손위의 비눗방울〉                          | 사쿠라바 리사                              | NTV             |
| 2006년 11월 25일·26일             | 빙점                                                       | 츠지구치 요코                              | TV 아사히       |
| 2007년 2월 26일                   | 날개가 꺾인 천사들 제1밤 충동                              | 요시무라 유리                              | 후지 TV         |
| 2007년 4월 10일 ~ 6월 26일        | 신부와 아빠                                                | 우자키 아이코                              | 후지 TV         |
| 2007년 10월 2일                   | 기묘한 이야기 가을특별편 〈미래동창회〉                    | 마츠이 하루카                              | 후지 TV         |
| 2007년 11월 30일                  | 사랑의 헛소동 드라마SP 〈목소리가 떨리는 여자〉            | 히코타 무츠미                              | NTV             |
| 2007년 12월 6일                   | 마루마루 치비 마루코짱 제26화 〈핑퐁팡 춤을 춘다〉         | 핑퐁팡 언니                                | 후지 TV         |
| 2008년 1월 5일                    | 로쿠메이칸                                                 | 다이토쿠지 아키코                          | TV 아사히       |
| 2008년 4월 18일 ~ 6월 20일        | 퍼즐                                                       | 아유카와 미사코                            | TV 아사히       |
| 2008년 7월 ~ 9월                  | 워킹☆버터플라이 제1화·제10화                               | 하야세 유카리                              | TV 도쿄         |
| 2008년 12월 26일                  | 장수경쟁!                                                  | 야마다 에리                                | 후지 TV         |
| 2009년 1월 12일 ~ 3월 23일        | 보이스~생명 없는 자의 목소리                               | 쿠보아키 카나코                            | 후지 TV         |
| 2009년 8월 8일                    | 여기는 잘나가는 파출소                                     | 과자가게의 젊은 모에코                     | TBS             |
| 2009년 10월 3일                   | 왼쪽눈 탐정 EYE 〈단편 스페셜〉                            | 사야마 히토미                              | NTV             |
| 2009년 10월 24일                  | 알몸대장~불의 나라 쿠마모토편                              | 시모죠 타미                                | 후지 TV         |
| 2009년 12월 19일                  | 츠바키야마 과장의 7일간                                    | 카즈야마 츠바키                            | TV 아사히       |
| 2010년 1월 ~ 3월                  | 왼쪽눈 탐정 EYE 〈연속 드라마판〉                          | 사야마 히토미                              | NTV             |
| 2010년 4월 3일·10일               | 대불개안                                                   | 아베 내친왕                                | NHK             |
| 2010년 7월 ~ 9월                  | 도망변호사                                                 | 니노미야 에미                              | 간사이 TV       |
| 2010년 10월 ~ 12월                | 영능력자 오다기리 쿄코의 거짓                              | 오다기리 쿄코                              | TV 아사히       |
| 2010년 ~ 2011년                   | 언덕 위의 구름 제2부·제3부                                 | 아키야마 토시코 (아키야마 사네유키의 아내) | NHK             |
| 2011년 7월 ~ 9월                  | 불 닥터                                                    | 카마츠다 치카                              | NTV             |
| 2011년 11월 5일·12일              | 사명과 영혼의 리미트                                       | 히무로 유키                                | NHK             |
| 2012년 3월 14일                   | 뱀과 전갈 같이                                             | 후루타 시오코                              | TV 도쿄         |
| 2012년 7월 ~ 9월                  | 리치 맨, 푸어 우먼                                         | 나츠이 마코토 (사와키 치히로) (히로인)     | 후지 TV         |
| 2013년 1월 3일                    | 럭키세븐 스페셜                                            | 쿠리하라 미즈키                            | 후지 TV         |
| 2013년 4월 1일                    | 리치 맨, 푸어 우먼 in 뉴욕                                 | 나츠이 마코토 (사와키 치히로) (히로인)     | 후지 TV         |
| 2013년 12월 16일                  | 사랑                                                       | 야노 후미코 (사춘기 시절)                  | TBS             |
| 2014년 1월 2일                    | 새해 드라마 스페셜 "신참자" 카가 쿄이치로 〈잠자는 숲〉    | 아사오카 미오                              | TBS             |
| 2014년 1월 13일 ~ 3월 24일        | 실연 쇼콜라티에                                            | 타카하시 사에코 (히로인)                   | 후지 TV         |
| 2014년 8월 16일                   | 정말로 있었던 무서운 이야기 15주년 스페셜 〈S동산의 여자〉 | 야마베 나츠미                              | 후지 TV         |
| 2014년 10월 16일 ~ 12월 18일      | 디어 시스터                                                | 후카자와 미사키                            | 후지 TV         |
| 2015년 10월 12일 ~ 12월 14일      | 5→9~나를 사랑한 스님~                                      | 사쿠라바 준코                              | 후지 TV         |
| 2016년 8월 6일                    | 전함 무사시                                                | 마나카 아유                                | NHK BS 프리미엄 |
| 2016년 10월 5일 ~ 12월 7일        | 수수하지만 굉장해! 교열걸 코노 에츠코                      | 코노 에츠코                                | NTV             |
| 2018년 1월 12일 ~ 3월 16일        | 언내추럴                                                   | 미스미 미코토                              | TBS             |
| 2018년 7월 11일 ~ 9월 12일        | 타카네노하나 ~그림의 떡~                                   | 츠키시마 모모                              | NTV             |
| 2019년 7월 9일 ~ 9월 10일         | Heaven? ~고락 레스토랑~                                    | 쿠로스 카나코                              | TBS             |
| 2020년 7월 16일 ~ 9월 24일        | 언성・신데렐라 병원 약사의 처방전                          | 아오이 미도리                              | 후지 TV         |
| 2021년 1월 4일                    | 인생 최고의 선물                                           | 타부치 유리코                              | TV 도쿄         |
| 2021년 4월 14일 ~ 6월 9일         | 사랑은 Deep하게                                            | 나기사 카이네                              | NTV             |
| 2021년 6월 16일                   | 사랑은 더 Deep하게 -운명의 재회 스페셜-                    | 나기사 카이네                              | NTV             |
| 2024년 4월 9일 ~ 6월 4일          | Destiny                                                    | 니시무라 카나데                            | TV 아사히       |

### 영화
| 개봉일자         | 제목                                     | 역할                    | 배급사               | 비고                       |
| ---------------- | ---------------------------------------- | ----------------------- | -------------------- | -------------------------- |
| 2002년           | 호기라라                                 | 산쥬                    | 빈칸                 | 본명 이시가미 쿠니코 명의. |
| 2003년 2월 15일  | 배에서 내리면 그녀의 섬                  | 미즈카미 치즈루         | 알타미라 픽쳐스      | 본명 이시가미 쿠니코 명의. |
| 2003년 4월 5일   | 나의 할아버지                            | 고다이 타마코           | 도에이               |                            |
| 2005년 1월 15일  | Jam Films S~미끄럼틀                     | 주연                    | 빈칸                 | 단편 영화                  |
| 2005년 1월 15일  | 북의 영년                                | 코마츠바라 타에         | 도에이               |                            |
| 2007년 9월 15일  | 붕대 클럽                                | 기마 에미코(와라)       | 도에이               |                            |
| 2008년 4월 19일  | 은막판 초밥왕자!~뉴욕에 가다             | 브루스 리리 (우정 출연) | 워너 브라더스 영화   |                            |
| 2008년 9월 13일  | 플라잉 래빗츠                            | 하야세 유카리           | 도에이               |                            |
| 2010년 2월 20일  | 인간실격                                 | 요시코                  | 카도카와 영화        |                            |
| 2010년 5월 29일  | 자토이치 THE LAST                        | 타네                    | 도호                 |                            |
| 2010년 10월 16일 | 인사이트 밀~7일간의 데스게임             | 세키미즈 미야           | 워너 브라더스 영화   |                            |
| 2011년 3월 19일  | 슬랩스틱 브라더스                        | 미야자키 유미코         | 카도카와 영화        |                            |
| 2012년 1월 14일  | 달빛의 가면                              | 야요이                  | 카도카와 영화        |                            |
| 2012년 5월 12일  | 사다코 3D                                | 아유카와 아카네         | 카도카와 영화        |                            |
| 2012년 9월 29일  | BUNGO: 자그마한 욕망~ 주문이 많은 요리점 | 후지코                  | 카도카와 영화        |                            |
| 2012년 11월 23일 | 크로즈 썸                                | 카와이 야히로           | 20세기 폭스/팬텀필름 |                            |
| 2013년 8월 30일  | 사다코 3D 2                              | 아유카와 아카네         | 카도카와 영화        | 특별 출연                  |
| 2014년 5월 30일  | MONSTERZ 몬스터즈                        | 쿠모이 카나에           | 워너 브라더스 영화   |                            |
| 2014년 7월 26일  | 막부 고교생                              | 카와베 미카코           | 도에이               |                            |
| 2015년 3월 14일  | 바람에 맞선 사자                         | 쿠사노 와카코           | 도에이               |                            |
| 2015년 8월 1일   | 진격의 거인 파트1                        | 한지                    | 도호                 |                            |
| 2015년 9월 19일  | 진격의 거인 파트2                        | 한지                    | 도호                 |                            |
| 2016년 7월 29일  | 신 고질라                                | 카요코 앤 패터슨        | 도호                 |                            |
| 2017년 7월 1일   | 닌자의 나라                              | 구오                    | 도호                 |                            |
| 2019년 11월 22일 | 결산! 츄신구라                           | 요젠인                  | 쇼치쿠               |                            |
| 2021년 10월 29일 | 그리고 바통은 넘겨졌다                   | 리카                    | 워너 브라더스 영화   |                            |
| 2024년 5월 17일  | 미씽                                     | 사오리                  | 워너 브라더스 영화   |                            |
| 2024년 8월 23일  | 라스트 마일                              | 미스미 미코토           | 도호                 |                            |

### 무대
| 공연일자                    | 제목                 | 역할          | 장소                                                                                         | 비고                                        |
| --------------------------- | -------------------- | ------------- | -------------------------------------------------------------------------------------------- | ------------------------------------------- |
| 2006년 10월 6일 ~ 11월 19일 | 기적의 사람          | 헬렌 켈러     | 아오야마 극장 및 각 지방 공연                                                                | 연출: 스즈키 히로미                         |
| 2008년 8월 13일 ~ 9월 10일  | 에도막부 말기 순정전 | 오키타 소지   | 신바시 연무장 및 각 지방 공연                                                                | 작·연출 : 츠카 코헤이(김봉웅)               |
| 2009년 10월 3일 ~ 11월 2일  | 조곡학살             | 타구치 타키코 | 텐노즈 긴가극장 및 각 지방 공연)                                                             | 작: 이노우에 히사시 / 연출: 쿠리야마 타미야 |
| 2011년 4월 15일 ~ 5월 15일  | 항구도시 순정 오델로 | 모나          | 아카사카 ACT 씨어터, 씨어터 BRAVA!                                                           | 연출: 이노우에 히데노리                     |
| 2012년 4월 29일 ~ 6월 10일  | 로미오와 줄리엣      | 줄리엣        | 아카사카 ACT 씨어터, 씨어터 BRAVA!                                                           |                                             |
| 2013년 11월 13일 ~ 12월 1일 | 피그말리온           | 엘리자        | 신 국립극장 중극장                                                                           |                                             |
| 2018년 2월 2일 ~ 25일       | 은근한 결정          | 나(자신)      | 도쿄 예술 극장 극장, 도야마 현민 회관 홀, 오사카 신 가부키좌, 구루메시티 플라자 더 그랜드 홀 | 원작: 오가와 요코 / 각·연출 : 테이 요시노부 |
| 2019년 9월 6일              | 아시아 여자          | 마키코        | 도쿄 시어터 코쿤                                                                             | 작: 나가츠카 케이시 / 연출: 요시다 코타로   |
| 2021년 5월 12일 ~ 29일      | 끝이 좋으면 다 좋다  | 헬렌          | 노쿠니 사이타마 예술 극장 대홀                                                               |                                             |

### 극장판·TV 애니메이션
| 개봉/방송일자    | 제목                                                                                      | 역할      | 배급사/방송사                 | 비고              |
| ---------------- | ----------------------------------------------------------------------------------------- | --------- | ----------------------------- | ----------------- |
| 2007년 1월 7일   | 몬스터 하우스                                                                             | 제니      | 소니 픽처스 엔터테인먼트 재팬 | 극장판 애니메이션 |
| 2007년 12월 22일 | 시나몬 더 무비                                                                            | 안나 언니 | 쇼치쿠                        | 극장판 애니메이션 |
| 2011년 4월 29일  | 도깨비 전                                                                                 | 미즈하    | 소니 픽처스 엔터테인먼트 재팬 | 극장판 애니메이션 |
| 2011년 7월 16일  | 극장판 포켓몬스터 베스트위시: 비크티니와 흑의 영웅 제크로무·비크티니와 백의 영웅 레시라무 | 카리타    | 도호                          | 극장판 애니메이션 |

### WEB·전달 드라마
- 그는 여동생의 연인 (2011년 12월 25일 ~ 2012년 3월 4일, Bee TV) - 호시노 미유키 역

## 그 외 출연

### 다큐멘터리
- 원폭 63년째의 진실 (2008년 8월 2일, TV 아사히)
- 여행의 힘 〈마임 말 없는 감정 이시하라 사토미 파리〉 (2012년 4월 12일, NHK BS 프리미엄)
- 이시하라 사토미가 둘러싼 남부 독일 낭만 기행~숲과 사람과 예술과...내일을 향한 도전의 이야기~ (2012년 12월 30일, BS 아사히)
- 이시하라 사토미 내가 사랑하는 뉴욕 (2013년 10월 19일, BS닛폰)
- 정말로 있었던 무서운 이야기 (2014년 8월 16일, 후지 TV)
- NHK 스페셜 〈전후 70년 일본의 초상 - 전후 70년을 넘어 - 일본인은 무엇을 할 것인가〉 (2015년 8월 15일, NHK 종합)
- 이시하라 사토미 28세의 여행~아프리카 대지에 사랑해~ (2015년 12월 28일, NHK 종합)
- 이시하라 사토미 아프리카 케냐 물에서 생명을 잃을 아이들 24시간 TV 39 특별편 해외 리포트 완전판 (2016년 10월 2일, BS닛폰)
- 24시간 TV 40 사랑으로 지구를 구한다 (2017년 8월 26일 ~ 27일, NTV) - 자선 퍼스널리티
- 이시하라 사토미의 쌩얼 여행 in 스페인 (2019년 1월 3일, 간사이 제작·후지 TV 계열)
- 이시하라 사토미의 쌩얼 여행 in 그리스 (2020년 1월 3일, 간사이 TV 제작·후지 TV 계열)

### 버라이어티
- 내일이 바뀌는 트리세츠쇼 (2022년 4월 7일 ~ 4월 28일·8월 25일 ~ , NHK 종합) - 「엔터테이너」(MC)

### 음악 방송
- MUSIC ☆ HERO (2019년 1월 2일, TBS) - MC

### 라디오 방송
- 제30회 라디오·자선·뮤직 손 (2004년 12월 24일 ~ 25 일, 닛폰 방송) - 퍼스널리티
- 이시하라 사토미 SAY TO ME! (2005년 4월 2일 ~ 2010년 4월 4일, 닛폰 방송)
- 이시하라 사토미의 올 나이트 닛폰 (2007년 1월 12일, 닛폰 방송)

### PV
- 유즈 〈사쿠라기 정 (桜木町)〉 (2004년 6월 2일 발매) ※자켓 사진에도 출연. 촬영은 가나가와현 요코하마시에서 열렸다.
- DEEN 〈Celebrate〉 (2009년 4월 29일)
- 아오야마 테루마 〈잊지 않을거야 (忘れないよ)〉 (2009년 8월 5일)
- 7! 〈바이바이 (バイバイ)〉 (2011년 11월 2일)
- 유즈 〈NATSUMONOGATARI〉 (2021년 6월 2일)

### 광고(CM)
기업 브랜드의 굵은 글씨 표시는 현재 출연 광고
- 소프트 뱅크 모바일(前 J-PHONE) 〈사진 메일〉 (2003년) -
- 반다이 케로케로킹 DX (2003년)
- 에자키 글리코
  - 빠삐코 (2003년 ~ 2004년)
  - 포키 (2004년 ~ 2005년)
  - 아이스의 열매 (2004년 ~ 2005년)
  - DONBURI 정·중화 덮밥 (2005년)
  - 빠낫뿌 목장 조리개 (2006년 ~ 2009년)
  - 〈일본 종단 글리코 웨건〉 캠페인 (2010년)
- 제일 생명 〈첫번째로 나이트 시리즈〉 (2004년)
- 주식회사 나가타니엔 (2004년)
- 일본 공동 모금 (2004년)
- 산토리 음료
  - BOSS 레인보우 마운틴 (2006년 1월 ~ 3월)
  - -196 °C 스트롱 제로 <더블 레몬> (2009년 2월 ~ 2010년)
  - 이에몬 (2022년 4월 ~ )
- 산토리 맥주
  - 소주 경월 (2012년 3월 ~ 2015년) - WEB 한정 스페셜 무비 〈대단한〉편 (2016년 3월 7일부터 공개)
  - 더 프리미엄 몰츠 (2018년 7월 ~ 2019년)
  - 황금 보리 (2020년 1월 ~ 2022년)
- 도요타 자동차
  - 웹진 〈내일의 하모니〉 (2007년 6월)
  - 프리우스 PHV (2017년 2월 ~ )
- 크라시에 홀딩스
  - 이츠카미 샴푸 (2007년 7월)
  - 코코아포 (2011년)
- 세가 〈요코소 세가에〉 (2007년)
- SANYO 파칭코 〈CR 긴기라 파라다이스 2〉 (2010년 6월)
- 소고 & 세이부 〈세븐 넷 e 백화점〉 (2011년 9월)
- 브리지 스톤 〈TAIYA CAFE〉 (2011년 3월 ~ 2013년) - 나가세 토모야와 공동출연
- 카오
  - 플레어 프래그런스 (2011년 9월 ~ ) - 2020년부터 나가노 메이와 공동 출연
  - 소피나 Primavista (2013년 2월 ~ 2022년)
  - 리제 (2015년 10월 ~ 2019년)
  - 오브 쿠튀르 (2015년 11월 ~ 2019년)
- 넥슨 〈마비노기 영웅전〉 (2011년 11월)
- 재팬 게이트웨이
  - 스리보무 (2011년 11월)
  - Reveur (2013년 3월 ~ 2014년) - 나가사와 마사미, 토다 에리카와 공동출연
- 제스프리 〈제스프리 키위〉 (2012년 5월)
- 미츠비시 도쿄 UFJ 은행 〈DO Smart〉 (2012년 7월 ~ )
- 온워드 가시야마 〈쿠미쿄쿠〉 (2012년 9월 ~ 2013년)
- 리쿠루트 〈핫 페퍼 뷰티〉 (2012년 11월)
- LINE (前 NHN Japan) 〈LINE〉 (2013년 1월)
- NTT 도코모
  - 2013년 여름 모델 (2013년 5월)
  - d 조회수 (2013년 8월)
  - 2013 ~ 2014 겨울 봄 모델 (2013년 10월 ~ 2014년)
  - 2014년 여름 모델 (2014년 5월)
  - 스마트폰 〈GALAXY Note Edge SC-01G〉 (2014년 11월)
- 주식회사 이온 〈영어 회화 이온〉 (2013년 12월 ~ 2019년)
- 메이지 제과
  - 과즙 구미 (2014년 2월 ~ 2019년) - WEB 한정 영화도 2014년 3월 30일부터 공개.
  - 가르보 프리미엄 깊은 카카오 (2014년 10월 ~ 2017년)
  - 가르보 프리미엄 향기로운 우유 (2015년 9월) - WEB 한정 영화 〈가르보 레슨 프리미엄〉도 동시 공개.
  - 메이지 디 초콜릿 (2018년 9월 ~ 2019년)
- 마이 나비 〈마이 나비 전직〉 (2015년 1월 ~ 2016년)
- 캐논 〈PIXUS〉 (2015년)
- 막스 마라(Max Mara) 브랜드 앰버서더 (2015년)
- 도쿄 메트로 〈Find my Tokyo.〉 (2016년 ~ 2022년)
- 유니버설 스튜디오 재팬 위저딩 월드 오브 해리포터™ 5주년 대마법 축제 개막 (2019년)
- 스키야 (2020년 7월 ~ )
- 산텐 제약 〈히아레인 S〉 (2020년 10월 ~ 2021년)
- 히타치 존슨 컨트롤즈 에어컨 〈시로쿠마군〉 (2021년 3월 ~ )
- NTT 커뮤니케이션즈 〈OCN〉 (2021년 9월 ~ )
- NTT 도코모
  - irumo(이루모) (2023년 6월 ~ )
  - 아이폰 (2023년 9월 ~ )

### 모델·이미지 캐릭터
- 제24회 빅터 코시엔 포스터 캠페인 (2003년)
- 붉은 날개 공동 모금 포스터 (2004년)
- 산케이 신문 창간 85주년·간사이 테레비 개국 60주년 기념 사업 〈베르메르 전〉 - 전시회 네비게이터 및 음성 안내
  - 도쿄 전 (2018년 10월 5일 ~ 2019년 2월 3일, 우에노노 모리미술관)
  - 오사카 전 (2019년 2월 16일 ~ 5월 12일, 오사카 시립 미술관)
- 2020년 도쿄 올림픽 성화 봉송 - 홍보대사
  - 2021년 5월 7일 나가사키시에서는 스스로 주자를 맡았다

### 패션쇼
- ACQUA GRAZIE (2005년)
- 제14회 패션 칸타타 from KYOTO (2006년)
- 일본의 아름다움을 사랑하다 (2006년)
- GirlsAward2015 SPRING/SUMMER (2015년, 국립 요요기 경기장 제1체육관)

### WEB 영상
- 이시하라 사토미 인터뷰 모테코 서점 (2008년 5월 23일)
- 아사히 구인 마이 나비 공동 기획 〈Heroes File~ 도전자들~〉 Vol.47
  - 로맨티스트였던 10대 (2011년 3월 18일자)
  - 1단계 걸음을 내딛는, 변화 (2011년 3월 25일자)

## 서적

### 사진집
- 16세 지상의 원석 (2003년 3월 25일, 문예 춘추) ISBN 4-16-359540-6
- 흔들림 (2005년 11월 16일, 쇼가쿠칸) ISBN 4-09-363702-4
- 스무살 여름 (2007년 8월 28일, 와니북스) ISBN 4-8470-4034-1
- moi -모어- (2011년 5월 13일, 주부와 생활사) ISBN 978-4-391-13983-9)
- encourage (2017년 9월 1일, 타카라지마사) ISBN 978-4800273871

### 잡지 연재
- steady (2012년 8월호 ~ 2014년 10월호, 타카라지마사) - 이시하라 사토미의 A to Z.
- TV 스테이션 (부정기, 다이아몬드사) - Actress Style.

## 수상 경력
| 연도   | 시상식                                         | 부문                | 작품                   |
| ------ | ---------------------------------------------- | ------------------- | ---------------------- |
| 2003년 | 제28회 호치 영화상                             | 신인상              | 나의 할아버지          |
| 2003년 | 제16회 닛칸스포츠 영화 대상                    | 신인상              | 나의 할아버지          |
| 2003년 | 제25회 요코하마 영화제                         | 최우수 신인상       | 나의 할아버지          |
| 2003년 | 제46회 블루리본상                              | 신인상              | 나의 할아버지          |
| 2003년 | 제13회 일본 영화 비평가 대상                   | 신인상              | 나의 할아버지          |
| 2003년 | 제27회 일본 아카데미상                         | 신인상              | 나의 할아버지          |
| 2003년 | 제41회 골든 애로상                             | 방송신인상          | 테루 테루 가족         |
| 2003년 | 제41회 골든 애로상                             | 최우수 신인상       | 테루 테루 가족         |
| 2005년 | 제29회 엘란도르상                              | 신인상              | 워터 보이즈 2          |
| 2006년 | 제29회 일본 아카데미상                         | 우수 여우조연상     | 북의 영년              |
| 2007년 | 스무살의 베스트 펄 드레서 2007                 | 개인부문            | 빈칸                   |
| 2010년 | VOGUE NIPPON Women of the Year 2010            | 올해의 여성부문     | 빈칸                   |
| 2011년 | 제9회 파키시오 미각대상                        | 20대 부문(배우부문) | 빈칸                   |
| 2012년 | 제74회 더 텔레비전 드라마 아카데미상           | 여우조연상          | 리치 맨, 푸어 우먼     |
| 2012년 | 제13회 베스트 포머 리스트                      | 여성부문            | 빈칸                   |
| 2014년 | 제80회 더 텔레비전 드라마 아카데미상           | 여우조연상          | 실연 쇼콜라티에        |
| 2014년 | 도쿄 드라마 어워드 2014 시상식                 | 개인부문 여우주연상 | 실연 쇼콜라티에        |
| 2014년 | 제27회 일본 안경 베스트 드레서상               | 연예계 부문         | 빈칸                   |
| 2014년 | Yahoo! 검색 대상 2014                          | 여배우 부문         | 빈칸                   |
| 2015년 | 제87회 더 텔레비전 드라마 아카데미             | 여우주연상          | 5→9~나를 사랑한 스님~  |
| 2015년 | 제25회 연간 드라마 대상 2015                   | 여우주연상          | 5→9~나를 사랑한 스님~  |
| 2015년 | 제19회 닛칸 스포츠 드라마 그랑프리             | 여우주연상          | 5→9~나를 사랑한 스님~  |
| 2015년 | 보석 업계가 선정한 〈제3회 우먼 오브 더 이어〉 | 여배우 부문         | 빈칸                   |
| 2016년 | 제39회 일본 아카데미상                         | 우수 여우조연상     | 신 고질라              |
| 2018년 | 제11회 컨피던스 어워드 드라마상                | 여우주연상          | 언내추럴               |
| 2018년 | 제21회 닛칸 스포츠 드라마 그랑프리             | 여우주연상          | 언내추럴               |
| 2018년 | 제96회 더 텔레비전 드라마 아카데미상           | 여우주연상          | 언내추럴               |
| 2018년 | 도쿄 드라마 어워드 2018 시상식                 | 개인부문 여우주연상 | 언내추럴               |
| 2022년 | 제45회 일본 아카데미상                         | 우수 여우조연상     | 그리고 바통은 넘겨졌다 |

### 내용주
1. ↑  현재는 남편이 일반인으로, 비공개임에 따라 결혼 후 성씨는 따로 알려지지 않았다.
2. ↑  1987년 생이다.
3. ↑  아야노 고와 공동 주연
4. ↑  개봉일 기준은 일본에서의 개봉일이다.
5. ↑  사토 타케루와 공동 주연
6. ↑  개봉·방송일자 기준은 일본에서의 공개일이다.

### 참조주
1. 1 2  “이시하라 사토미 결혼에 직장인 남성과 「어떤 어려움도 극복 해 나갈 수 있다」”. 《마이니치 신문》. 2020년 10월 1일. 2020년 10월 2일에 확인함.
2. 1 2  “이시하라 사토미 일반인 남성과 결혼 「어려움 극복 해 나갈 수 있다」”. 《닛칸스포츠》 (닛칸스포츠 신문사). 2020년 10월 1일. 2020년 10월 1일에 확인함.
3. 1 2  “이시하라 사토미”. 《일본 탤런트 명감》. VIP타임즈사. 2020년 3월 6일에 확인함.
4. ↑  “다양한 경험을 거친 성인 이시하라 사토미가 「어른 입맛」을 지도! 「메이지 디 초콜릿」신 CM 「어른 입맛」편 9월 25일(화) 전국에 방영 개시”. 《메이지 제과》. PR TIMES. 2018년 9월 25일. 2020년 3월 6일에 확인함.
5. ↑  “이시하라 사토미 「15년간의 연예 생활」을 통째로 검토(1) 호리프로 양성소 시대에 나왔던 「환상의 2작품」”. 《아사죠》. 토쿠마 서점. 2016년 11월 19일. 2020년 3월 6일에 확인함.
6. ↑  “이시하라 사토미 「내 할아버지」의 분타씨의 추억 이야기”. 《동스포Web》. 도쿄스포츠. 2014년 12월 1일. 2020년 3월 6일에 확인함.
7. ↑  “너는 펫”. 《allcinema》. 스팅레이. 2020년 3월 7일에 확인함.
8. ↑  “이시하라 사토미, 아름다움 수축을 피로!  「anan」표지”. 《cinemacafe.net》. 아이드. 2015년 10월 15일. 2020년 3월 7일에 확인함.
9. ↑  “인터뷰 <일요의 히로인> 제389회 이시하라 사토미 「테루 테루 가족」 순식간에 여배우”. 《닛칸스포츠》 (콘도 유미코). 2003년 11월 23일. 2014년 4월 30일에 확인함.
10. ↑  “이시하라 사토미의 연기력에 주목!  초인기 드라마 「언내츄럴」이 대단해!”. 《호미니스》. JSAT. 2018년 7월 13일. 2020년 3월 7일에 확인함.
11. ↑  “이시하라 사토미, 목요일 극장 『언성・신데렐라 병원 약사의 처방전』 주연으로 병원 약사에게 「힘껏 노력을 원하는」”. 리얼사운드. 2020년 2월 8일. 2020년 3월 7일에 확인함.
12. ↑  “이시하라 사토미, 타바타 토모코에서 「기적의 사람」”. 《asahi.com(현재: 아사히 신문사)》. 아사히 신문사. 2006년 9월 26일. 2020년 3월 7일에 확인함.
13. ↑  “이시하라 사토미, 정사 장면에 도전! 엑스터시를 느끼는 모습을보고 - 『에도막부 말기 순정전』”. 《마이나비뉴스》. 마이네비. 2008년 8월 13일. 2020년 3월 7일에 확인함.
14. ↑  “후지 TV / 보이스 - 이시하라 사토미 인터뷰”. 후지텔레비전. 2020년 3월 7일에 확인함.
15. ↑  “GReeeeN 2009년 1월 스타트의 게츠쿠 주제가를 담당”. 《BARKS》. 재팬 뮤직 네트워크. 2008년 12월 20일. 2020년 3월 7일에 확인함.
16. ↑  “이시하라 사토미에게 인터뷰”. 《시티리빙Web》. 산케이 리빙 신문사. 2012년 10월 31일. 2020년 3월 7일에 확인함.
17. ↑  “조곡학살에 코마츠 자리 & 호리프로 공연”. 텐노즈 긴가극장. 2020년 3월 7일에 확인함.
18. ↑  “이시하라 사토미, 모토키 마사히로의 아내 역으로 「두근 두근 행복 느낀다」”. 《ORICON NEWS》. 오리콘. 2009년 4월 15일. 2020년 3월 7일에 확인함.
19. ↑  “이시하라 사토미 : 잡지 표지 기용 넘버원에 로라나 오오시마 유코도”. 《MANTANWEB》. 2015년 3월 4일. 2015년 7월 27일에 확인함.
20. ↑  “이시하라 사토미, 2년 연속 가장 많은 잡지 표지 장식”. 《스포츠호치》. 2016년 3월 4일. 2016년 3월 10일에 원본 문서에서 보존된 문서. 2016년 3월 10일에 확인함.
21. ↑  “이시하라 사토미 감염 증상없이 자택에서 요양 신종 코로나”. 《마이니치 신문》 (마이니치 신문사). 2021년 2월 4일. 2021년 2월 4일에 확인함.
22. ↑  “여배우 이시하라 사토미 나가사키에서 발신 「핵 종식」”. 나가사키 신문. 2020년 3월 23일.
23. ↑  “퍼지는 "사토미 로스" "충격이다" "남자는 누구야?" "내일 회사를 쉰다"라고 쓰는 차례로”. 《도쿄 주니치 스포츠》. 2020년 10월 1일. 2020년 10월 24일에 확인함.
24. ↑  “이시하라 사토미 「일반 직장인」과 결혼 내년 큰 역할 거절...”. 《닛칸스포츠》. 2020년 10월 2일. 2020년 10월 24일에 확인함.
25. ↑  “「이시하라 사토미」독립 준비 또는 결혼 뒤에서 설립 한다고 개인 회사 「SK」는”. 《데일리신죠》. 2020년 10월 15일. 2020년 10월 24일에 확인함.
26. ↑  “이시하라 사토미 제1자 임신 공표 출산 봄 무렵 「심온한 날마다」”. 《데일리 스포츠 online》 (주식회사 데일너 스포츠). 2022년 1월 10일. 2022년 1월 10일에 확인함.
27. ↑  “이시하라 사토미 첫 아이 임신, 출산은 봄 예정 「정신 온화한 날을 보내고 있습니다」”. 일간 스포츠. 2022년 1월 10일. 2022년 1월 10일에 확인함.
28. ↑  “이시하라 사토미：제1자 임신 발표 「생각하면서 마이 페이스로」”. 《MANTANWEB》. 2022년 1월 10일. 2022년 1월 10일에 확인함.
29. ↑  “이시하라 사토미 제1자 임신 「아기의 일 첫째로 생각하면서」일도 당분간 계속 예정”. 닛칸스포츠. 2022년 1월 11일. 2022년 1월 17일에 확인함.
30. ↑  “이름 유명 탤런트 「예명의 유래」, 이시하라 사토미에 담긴 「너무 아름답다」 의미는?”. 《아사죠》. 2016년 1월 2일. 2016년 9월 9일에 확인함.
31. ↑  “테루 테루 가족”. 드라마 데이터베이스. 2020년 3월 7일에 확인함.
32. ↑  나카야마 유이치로 (2014년 10월 15일). “이시하라 사토미 가짜 인스턴스가 진입...스푸핑 피해에 주의 환기”. 시네마투데이. 2015년 4월 14일에 확인함.
33. ↑  “이시하라 사토미｜HORPRO「스푸핑에 대해」”. 《호리프로》. 2015년 4월 14일에 확인함.
34. ↑  “이시하라 사토미, 나나...사실 셀프 메이크업 여배우”. 모델 프레스. 2016년 12월 12일. 2018년 4월 30일에 확인함.
35. ↑  “마츠모토 리카, 이시하라 사토미와의 투샷 「친구」에 대한 생각에 팬 감동”. 《크랭크인!》. 할리우드 채널. 2018년 10월 27일. 2020년 3월 6일에 확인함.
36. ↑  “이시하라 사토미, 스페인 여행에서 미래 구상 등을있는 그대로 고백”. 《엔터테인먼트RBB》. 아이드. 2018년 11월 27일. 2020년 3월 6일에 확인함.
37. ↑  “이시하라 사토미 원폭 홈에서의 만남이 원점 TV 프로그램기에 교류”. 나가사키 신문. 2020년 3월 23일.
38. ↑  이소다 이오리 (2021년 8월 9일). “잔인한 사실 마음이 아프고도 아는 용기를 배우 이시하라 사토미 피폭 76년 인터뷰”. 47NEWS. 2021년 8월 9일에 원본 문서에서 보존된 문서. 2021년 6월 1일에 확인함.